# Steve Irwin
Stephen Robert „Steve“ Irwin (22. února 1962 Essendon, Victoria – 4. září 2006 pobřeží u Port Douglas) byl australský autor dokumentárních filmů. Stal se známým zejména televizním seriálem Lovec krokodýlů (The Crocodile Hunter).

## Život
Narodil se rodičům Lyn a Bobovi Irwinovým ve Viktorii 22. února 1962. Bob Irwin byl velký obdivovatel plazů, a tak se s rodinou přestěhoval do Queenslandu. V roce 1970 založil malý park s plazy v Beerwah na slunečním pobřeží, z něhož se stala Australia Zoo, jejich rodinný podnik, který neustále rozšiřovali až do roku 1991, kdy Bob a Lyn odešli a svěřili vedení Australia Zoo svému synovi, Stevovi.
Protože bydleli v ZOO, vyrůstal Steve se zvířaty všeho druhu. Denně zvířata krmil a staral se o údržbu jejich vozu. K šestým narozeninám dostal jako dárek to, po čem vždy toužil – svou vlastní zakrslou krajtu. Ta byla 3,6 metru dlouhá a zatímco většina jeho vrstevníků krmila svoje kočky nebo psy, Steve chytal ryby a hlodavce a krmil svoje krokodýly a hady. Bob učil mladého Steva všechno o plazech – dokonce už v devíti letech Steva naučil, jak chytat krokodýly v noci. Bob byl pyšný na sebe i syna a rád se chlubil tím, že všechny krokodýly v zoo buď chytili holýma rukama, nebo se u nich krokodýli už narodili.
Jak stárl, Steve přebíral více a více otcových povinností a nabídl se dobrovolně pro práci na severu Queenslandu na vládním programu East Coast, kontrola stavu krokodýlů, a strávil několik let chytáním obrovských krokodýlů v místech, kde působili problémy. Krokodýly, které chytil, směl jako odměnu přemístit do rodinného parku.
Od roku 1991, kdy australskou ZOO převzal, začal podnik pod jeho vedením vzkvétat. Když se náhodou potkal s televizním výrobcem Johnem Staintonem, okamžitě se stali přáteli a ten mu dal příležitost ukázat své různorodé zvířecí talenty světu. Vzali pramici a natočili první dokumentární film s názvem Lovec krokodýlů. Dokument měl velký úspěch, a tak se rozhodl natočit další díly. V následujících třech letech natočil 10 hodinových epizod, které viděli televizní diváci po celém světě.
Po neobyčejném úspěchu Steve natočil dalších 70 epizod Lovec Krokodýlů.
Měl velký respekt ke všem zvířatům a byl pyšný, že jeho nadšení s ním sdílela nejen jeho rodina, ale také návštěvníci ZOO a miliony televizních diváků po celém světě.
V červnu 1992 se Steve oženil s Terri Raines. Setkali se o několik měsíců dříve, kdy Terri během prázdnin v Austrálii navštívila jeho ZOO. Z manželství vzešly dvě děti: dcera Bindi Sue Irwin (nar. 24. července 1998) a syn Robert Clarence „Bob“ Irwin (nar. 1. prosince 2003).

### Smrt
Na počátku září 2006 natáčel Steve Irwin v oblasti Velkého bariérového útesu dokumentární pořad Ocean's Deadliest. 4. září 2006 však nebylo kvůli špatnému počasí možné natáčet, a proto se rozhodl využít volného času k natočení pár záběrů pro dokumentární pořad své dcery Bindi (Bindi the Jungle Girl). Během setkání s velkou trnuchou, která ho bodla přímo do srdce, na místě zemřel.

## Úspěchy a ocenění
- 1997 – Steve na rybářském výletě se svým otcem objevil nový druh želvy, Elseya irwini.
- 2001 – obdržel od australské vlády Centenary medal za "celosvětové ochraňování zvířat a přispění k Australskému cestovnímu ruchu"
- 2004 – Tourism Export roku
- 2004 – nominován na Australana roku

### Posmrtné pocty
Zemřel krátce před jmenováním "pomocným profesorem" na University of Queensland pro obor integrativní biologie. 14. listopadu 2007 mu byl tento titul udělen in memoriam.
V roce 2007 vláda Rwandy oznámila, že pojmenuje zrovna narozené mládě gorily horské po Irwinovi, jako poctu za jeho práci v oblasti ochrany volně žijících zvířat.
Společnost Sea Shepherd Conservation Society bojující proti nelegálnímu lovu velryb se rozhodla v roce 2007 přejmenovat loď MV Robert Hunter na MY Steve Irwin.
V roce 2010 byl popsán nový druh hlemýždě s latinským název Crikey steveirwini, jenž žije na severu Austrálie. Rodové jméno je odvozeno od Irwinova častého výroku "Crikey!" (česky zhruba "Jemine!") při nalezení hledaného živočicha při natáčení nebo celkově při radosti z nějaké události, případně při nějakém překvapení či zdůraznění tématu.
15. listopadu se také slaví Den Steva Irwina. Smyslem připomínkového dnu je vzpomenout si na Stevův život a odkaz o ochraně přírody, který zanechal, a ve kterém Australia Zoo pokračuje.

## Poslední rozloučení se Stevem Irwinem
Irwin byl pohřben při soukromé ceremonii, která se konala přímo v Australia zoo. Hrob je ale veřejnosti uzavřen. Předseda australské vlády a queenslandský premiér Beattie nabídl rodině uspořádání státního pohřbu, rodina to však odmítla se slovy Stevova otce Boba Irwina "budu raději, když se na Steva bude vzpomínat jako na obyčejného chlapa". Dne 20. září se konala veřejná bohoslužba, vzpomínka, kterou představil osobně Russell Crowe. Konala se též v Australia zoo, kde bylo přímo obsazeno veřejností 5500 sedadel. Tato vzpomínka se vysílala i živě do celého světa a odhaduje se, že televizní přenos sledovalo více než 300 milionů diváků. Památník je podepsán od premiéra Hawarda, jeho otce Boba a dcery Bindi, kolegů Wese Manniona a Johna Staintona a celebrit z Austrálie i z celého světa (např. Hugh Jackman, Cameron Diaz, Justin Timberlake, Kevin Costner, Russell Crowe, David Wenham, Kelly Ripa). Byl obklopen zvířaty z jeho zoo a na poslední cestu ho Stevovou oblíbenou písní "True Blue" vyprovázela australská hudební hvězda John Williamson.

## Knihy v češtině
Terri Irwinová: "Steve a já; Můj život s Lovcem krokodýlů", nakladatelství IFP Publishing, listopad 2008. www.steveaja.cz.

## Filmografie
- 1997-2004 – Lovec krokodýlů (The Crocodile Hunter)
- 1997 – (Crocs Down Under)
- 1998 – (The Ten Deadliest Snakes in the World)
- 1999-2001 – Seznamy krokodýlů (Croc Files)
- 2001 – Dr. Dolittle 2
- 2001 – Přízraky války se Stevem Irwinem (Steve Irwin's Ghosts of War)
- 2002-2004 – Zápisky lovce krokodýlů (The Crocodile Hunter Diaries)
- 2002 – Lovec krokodýlů – televizní film (The Crocodile Hunter: Colisson Course)
- 2002 – (Mystery Hunters) – host jedné epizody
- 2005 – Nová generace veterinářů se Stevem Irwinem (New Breed Vets with Steve Irwin)
- 2006 – Velké úniky Steva Irwina (Steve Irwin's Great Escapes)
- 2006 – (5 Takes: Pacific Rim) – host jedné epizody
- 2007 – Zabijáci oceánu (Ocean's Deadliest) – vydáno posmrtně
- 2007 – Happy Feet – vydáno posmrtně
- 2008 – Bindi, holka z džungle (Bindi the Jungle Girl) – vydáno posmrtně

## Australia ZOO
Australia ZOO se nachází v australském státě Queensland ve městě Beerwah. Tuto ZOO založili rodiče Steva Irwina. Popularitu ji zajistil Steve Irwin svými dokumenty, hlavně dokumentem s názvem Lovec krokodýlů. Australia ZOO, byla jedinečná tím, že tam návštěvníci s většinou zvířat přicházeli do úzkého kontaktu. Byl to jeden ze Stevových nápadů jak zvýšit vztah lidí ke zvířatům a tím pádem pomoct k jejich ochraně. Pro návštěvníky je taky přichystáno více než 14 zvířecích show každý den, kde vystupují zvířata od andského kondora, slony, přes tygry bengálské, až po krokodýly. Zoo má otevřeno 364 dní v roce, jen o Vánocích je Zoo uzavřena (i zvířata chtějí oslavit Vánoce v rodinném kruhu). Za Stevova vedení se Australia Zoo neuvěřitelně rozrostla měla přes 300 stálých zaměstnanců a okolo 1000 zvířat. ZOO funguje dodnes, dostala několik ocenění za ochranu ohrožených druhů a těší se velké, celosvětové popularitě, díky Stevovi Irwinovi. Je také základnou seskupení Wildlife Warriors (Bojovníci za divokou přírodu), které má více než 300 členů a věnuje se ochraně přírody, kromě toho je v zoo také nemocnice pro divoká zvířata, jež je otevřena po čtyřiadvacet hodin denně.